# العلاقات الجزائرية الجيبوتية
العلاقات الجزائرية الجيبوتية هي العلاقات الثنائية التي تجمع بين الجزائر وجيبوتي.

## مقارنة بين البلدين
هذه مقارنة عامة ومرجعية للدولتين:
| وجه المقارنة                                              | الجزائر                      | جيبوتي                    |
| --------------------------------------------------------- | ---------------------------- | ------------------------- |
| المساحة (كم2)                                             | 2.38 مليون                   | 23.20 ألف                 |
| عدد السكان (نسمة)                                         | 38.81 مليون                  | 956.99 ألف                |
| الكثافة السكانية (ن./كم²)                                 | 16.31                        | 41.25                     |
| العاصمة                                                   | الجزائر                      | جيبوتي                    |
| اللغة الرسمية                                             | اللغة العربية، لغات أمازيغية | لغة فرنسية، اللغة العربية |
| العملة                                                    | دينار جزائري                 | فرنك جيبوتي               |
| الناتج المحلي الإجمالي (بليون دولار)                      | 170.37 مليار                 | 1.84 مليار                |
| الناتج المحلي الإجمالي (تعادل القوة الشرائية) بليون دولار | 582.63 مليار                 | 3.10 مليار                |
| الناتج المحلي الإجمالي الاسمي للفرد دولار أمريكي          | 4.21 ألف                     | 1.95 ألف                  |
| الناتج المحلي الإجمالي للفرد دولار أمريكي                 | 14.19 ألف                    | 3.27 ألف                  |
| مؤشر التنمية البشرية                                      | 0.745                        | 0.470                     |
| رمز المكالمات الدولي                                      | +213                         | +253                      |
| رمز الإنترنت                                              | .dz                          | .dj                       |
| المنطقة الزمنية                                           | ت ع م+01:00                  | ت ع م+03:00               |

## منظمات دولية مشتركة
يشترك البلدان في عضوية مجموعة من المنظمات الدولية، منها:
| علم المنظمة | اسم المنظمة                                 | تاريخ انضمام الجزائر | تاريخ انضمام جيبوتي |
| ----------- | ------------------------------------------- | -------------------- | ------------------- |
|             | وكالة ضمان الاستثمار متعدد الأطراف          | 4 يونيو 1996         | 12 يناير 2007       |
|             | الأمم المتحدة                               | 8 أكتوبر 1962        | 20 سبتمبر 1977      |
|             | جامعة الدول العربية                         | 16 أغسطس 1962        | 4 سبتمبر 1977       |
|             | صندوق النقد العربي                          | ?                    | ?                   |
|             | منظمة التعاون الإسلامي                      | ?                    | ?                   |
|             | منظمة حظر الأسلحة الكيميائية                | ?                    | ?                   |
|             | منظمة التجارة العالمية                      | ?                    | ?                   |
|             | منظمة الشرطة الجنائية الدولية               | ?                    | ?                   |
|             | الاتحاد الأفريقي                            | 25 مايو 1963         | ?                   |
|             | البنك الإفريقي للتنمية                      | ?                    | ?                   |
|             | الصندوق العربي للإنماء الاقتصادي والاجتماعي | ?                    | ?                   |
|             | مؤسسة التنمية الدولية                       | 26 سبتمبر 1963       | 1 أكتوبر 1980       |
|             | يونسكو                                      | 15 أكتوبر 1962       | 31 أغسطس 1989       |
|             | الاتحاد البريدي العالمي                     | ?                    | ?                   |
|             | البنك الدولي للإنشاء والتعمير               | 26 سبتمبر 1963       | 1 أكتوبر 1980       |
|             | الاتحاد الدولي للاتصالات                    | 3 مايو 1963          | 22 نوفمبر 1977      |
|             | مؤسسة التمويل الدولية                       | 23 سبتمبر 1990       | 1 أكتوبر 1980       |

## وصلات خارجية
- موقع وزارة الخارجية الجزائرية